# Greta (rivière)
Pour les articles homonymes, voir Greta.
La rivière Greta (en anglais : Greta River) est un cours d’eau du district de Hurunui dans l’île du Sud de la Nouvelle-Zélande.

## Géographie
Elle s’écoule vers le nord-est et se déverse dans le fleuve Hurunui, qui lui-même se jette dans l’océan Pacifique  au sud de la ville de  Cheviot. La State Highway 1 suit la rivière pour une partie de son trajet entre Cheviot et Waipara. La  localité de Greta Valley est située à l’est de la rivière Greta sur les berges de la rivière Waikari.
La rivière fut dénommée par le magistrat local: Sir Charles Clifford et Sir Frederick Weld en 1850 d’après la rivière Greta dans le Yorkshire.